# Sävars kyrka
Sävars kyrka är en kyrkobyggnad vid Sävaråns södra sida i Sävar. Den tillhör Sävar-Holmöns församling i Luleå stift.

## Kyrkobyggnaden
Sävars kyrka, byggd 1934, har stora likheter med den gamla kyrkan från 1822 som brann ned 1932.
Byggnaden, ritad av arkitekt Kjell Wretling, är av trä och har ett rektangulärt plan, rundbågade fönster, kopparklätt sadeltak och ett västtorn.
Fasaderna är klädda med ljusgul stående träpanel och tornets lanternin kröns av en takhuv med svängda takfall.
Skulptören David Wretling har utfört altarskåpet och dopfunten samt ritat predikstolen med ljudtak. Konstnären Stig Wretling, bror till både Kjell och David Wretling, har svarat för den inre färgsättningen och dekormålningarna.
Kyrkorgeln från 1975, byggd av Grönlunds orgelbyggeri, har 24 stämmor, cymbelstjärna och tremulant.

## Restaureringar
År 1972 restaurerades kyrkan invändigt. Ett antal bänkrader i kyrkans bakre del togs bort, och ersattes med kapprum, brudkammare och toalett för rörelsehindrade.
År 1985 genomfördes en omfattande yttre restaurering av kyrkan. Kyrkan ommålades och takteglet ersattes med koppartäckning.

## Övrigt
Sävars kyrka var den första byggnaden i området som fick elektrisk värme från kraftstationen i Sävar som var färdigbyggd samma år som kyrkan stod färdig.

## Galleri

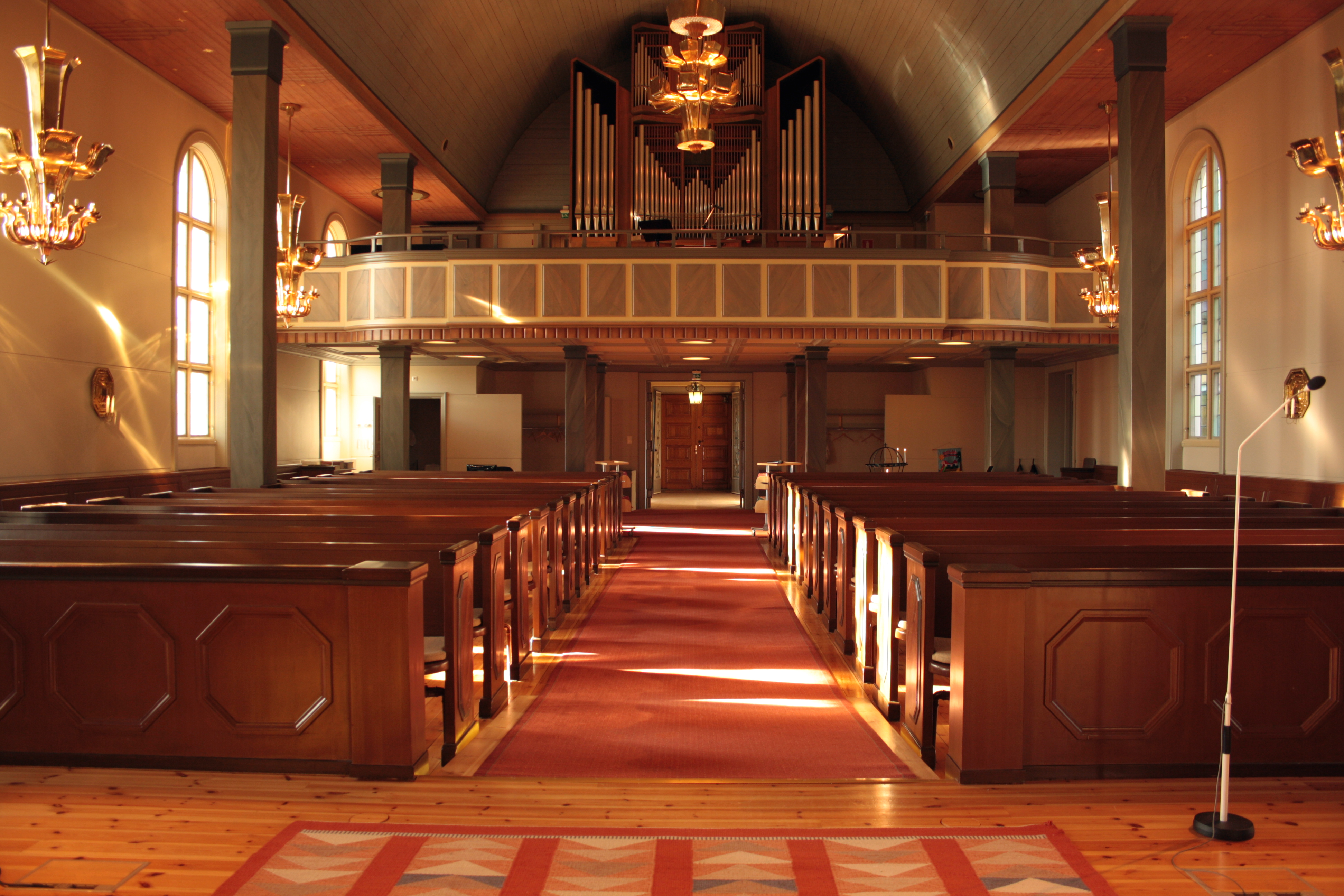
Mittgången med läktarorgeln
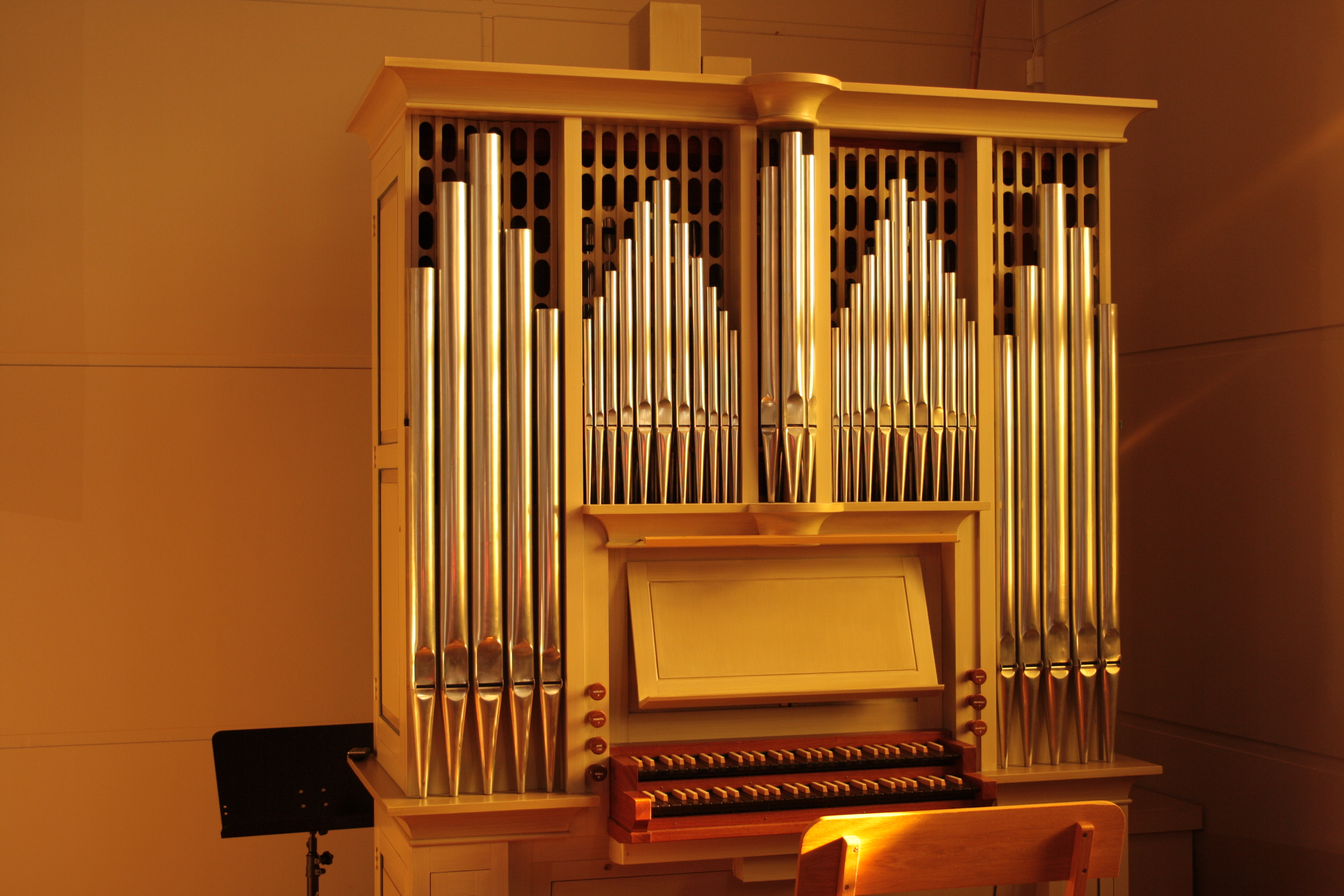
Kororgeln
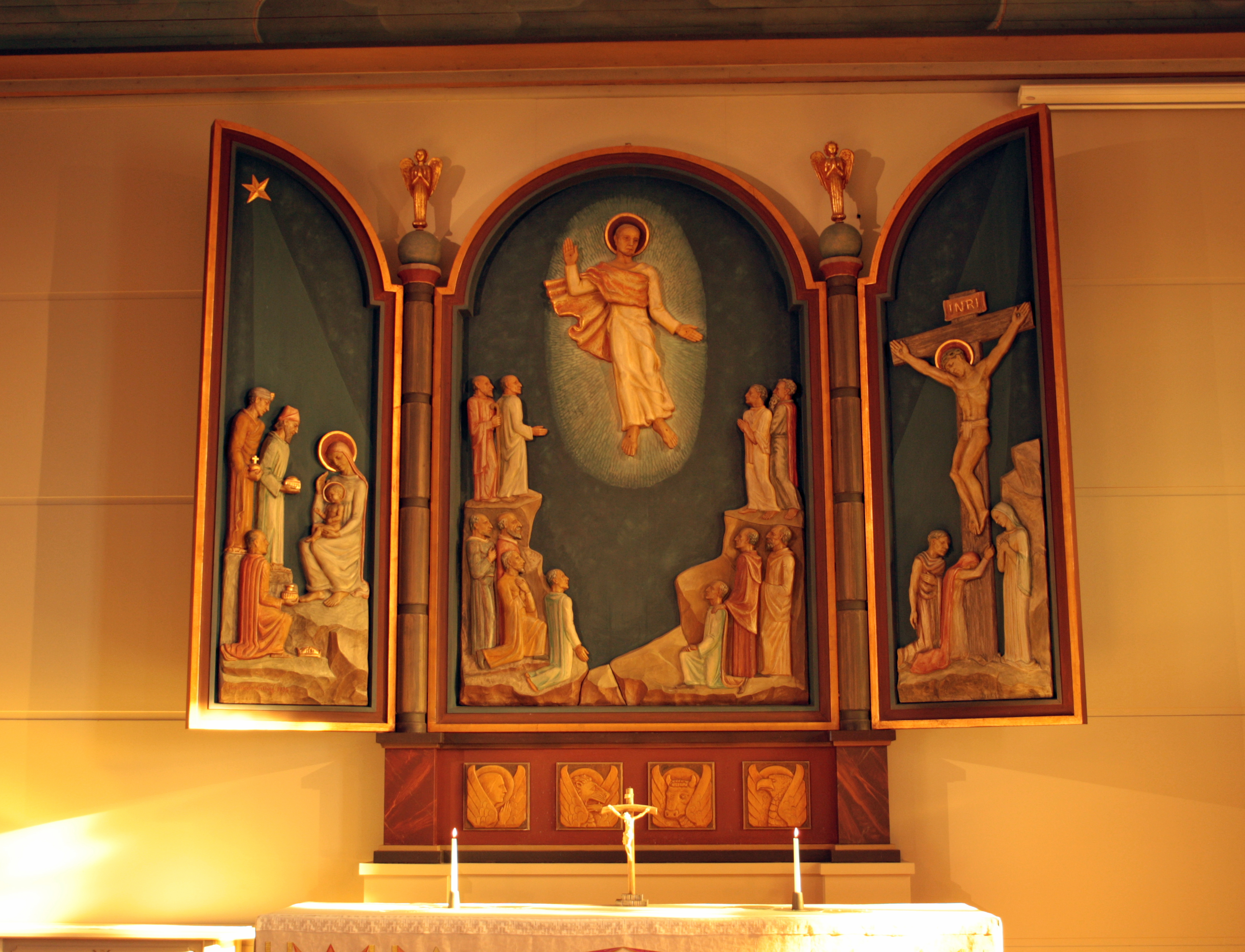
Altarskåpet
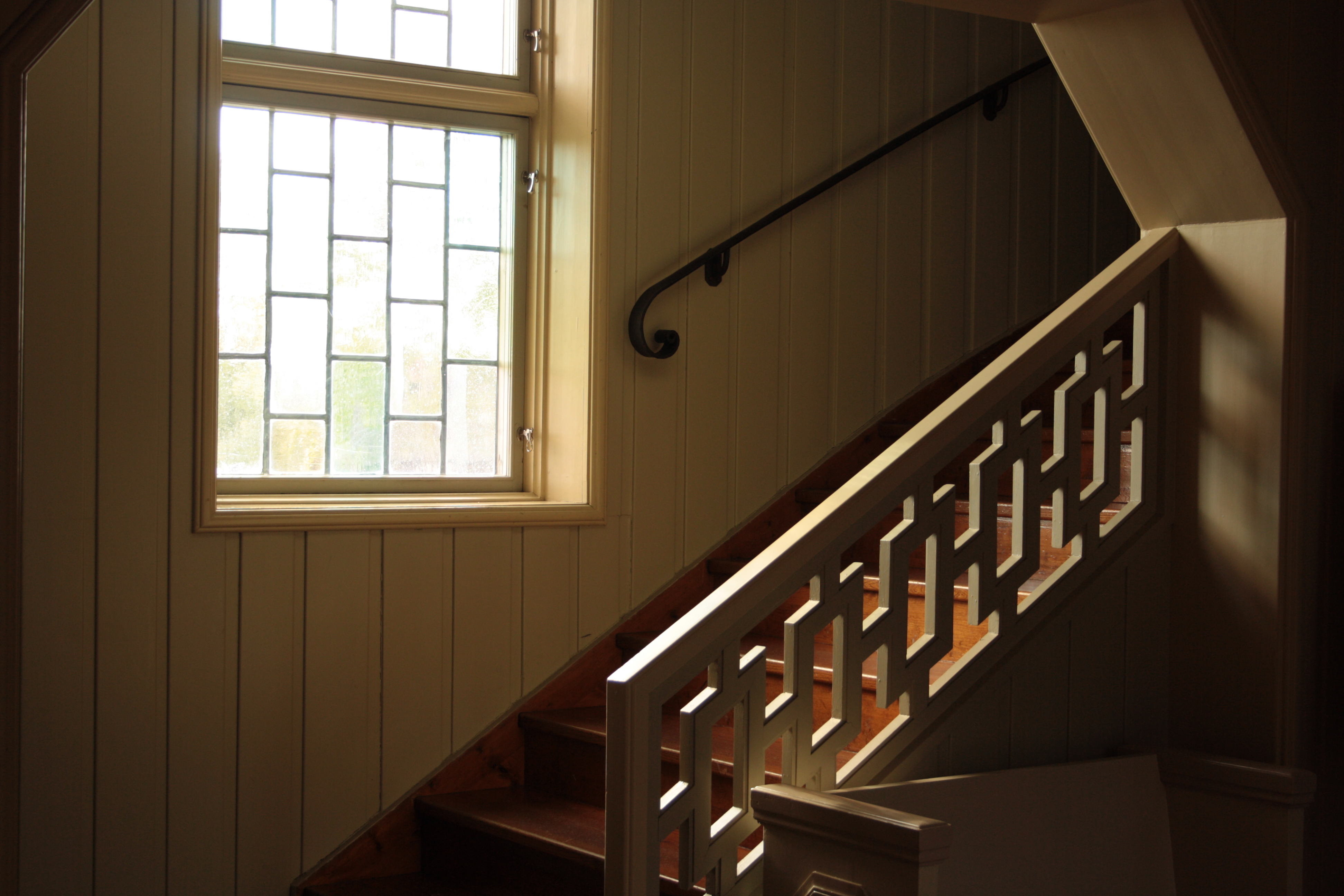
Trappa till läktaren
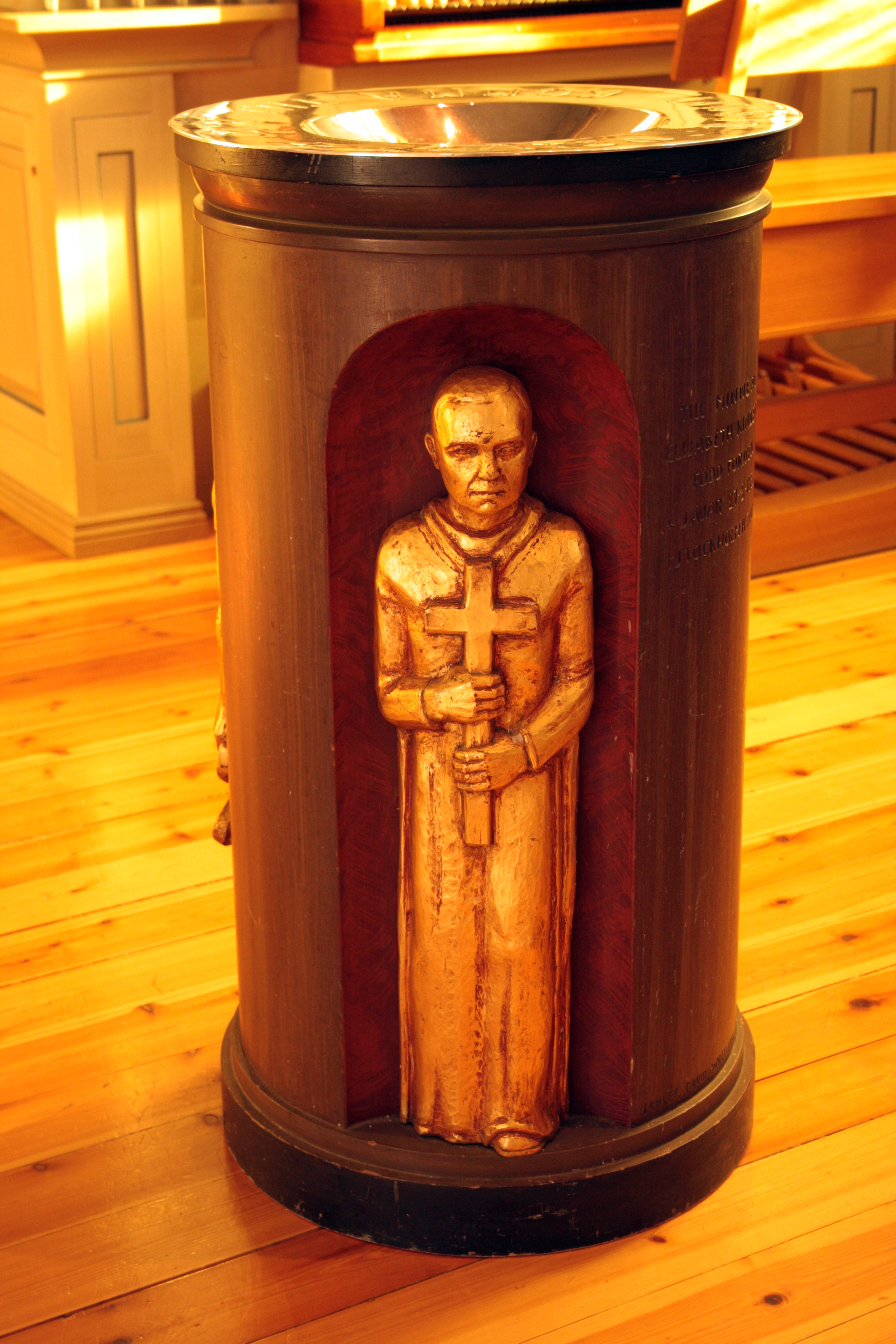
Dopfunten: "Tro"
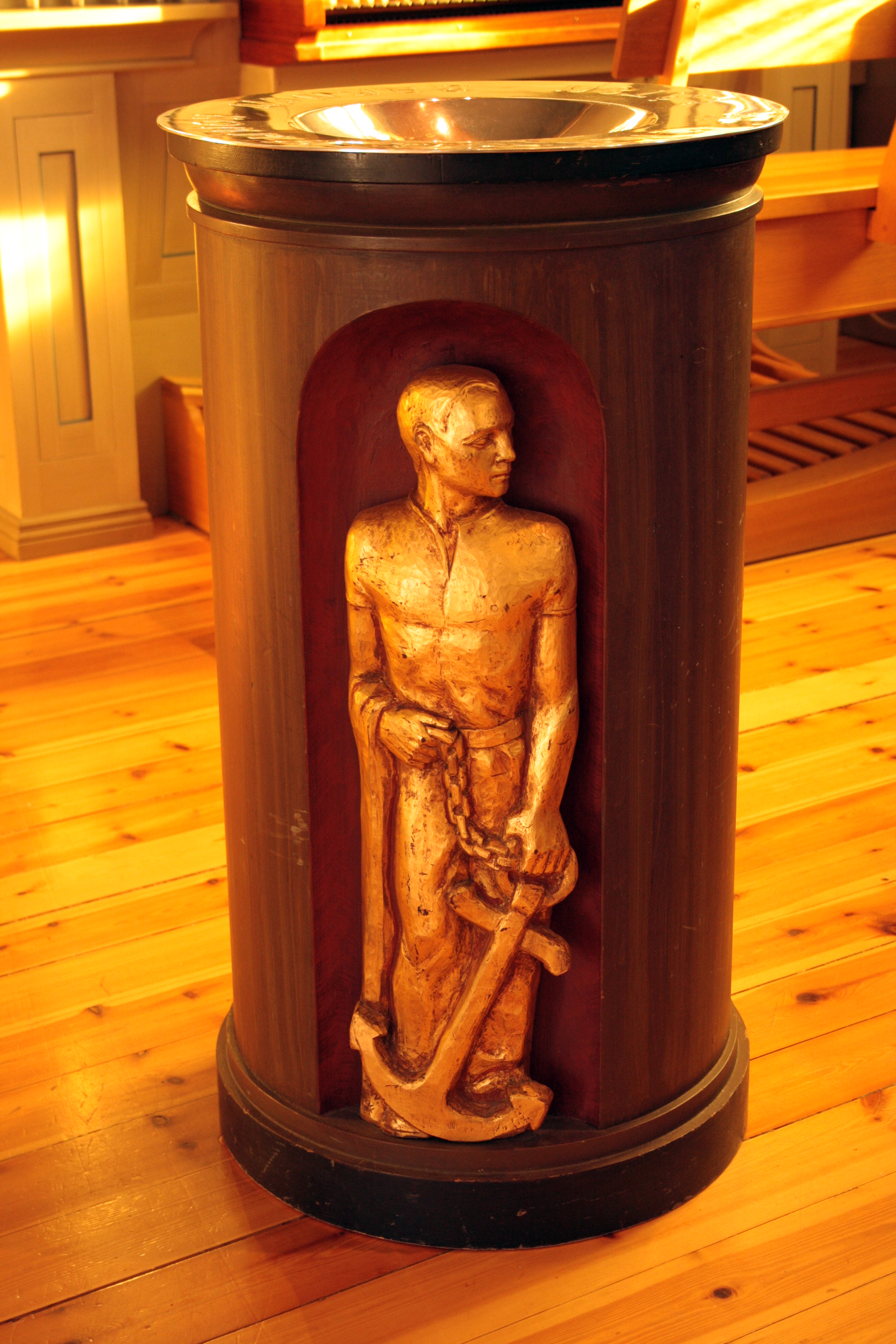
Dopfunten: "Hopp"
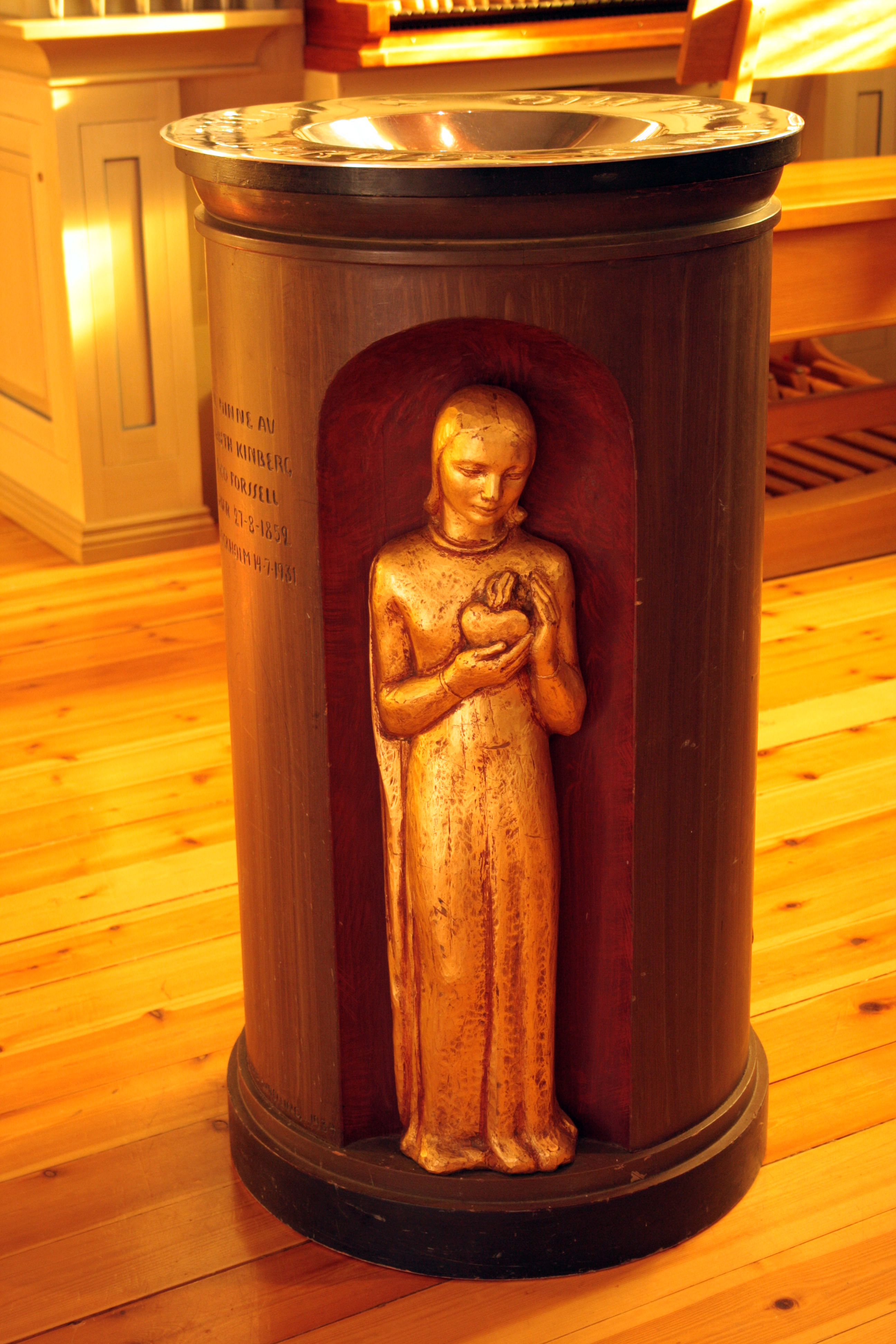
Dopfunten: "Kärlek"